# Euxootera modestissima
Euxootera modestissima là một loài bướm đêm trong họ Noctuidae.